# Símbolo do Caos

Símbolo do caos

O Sigilo do Caos, símbolo da magia do Caos

A caosfera ou estrela do caos em 3d e animada

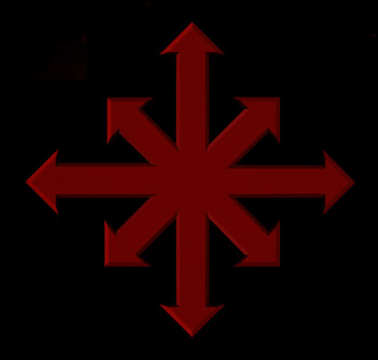
Símbolo do caos

O Símbolo do Caos origina-se das histórias de Eternal Champion do autor Michael Moorcock e a sua dicotomia da Lei e Caos. Neles, o símbolo do caos é composto por oito setas em um padrão radial. Em contraste, o símbolo da Lei é uma única flecha vertical. É também chamado de Braços do Caos, as Flechas do Caos, a Estrela do Caos, a Cruz do Caos, a Caosfera (quando representada como uma esfera tridimensional), ou o Símbolo dos Oito .
Apesar de ter sido concebido para a literatura de Michael Moorcock, o Símbolo do Caos foi adotado por ocultistas modernos, principlamente praticantes da Magia do Caos. Também foi adotado por anarquistas e punks. E movimentos fundados pelo ideólogo neofascista russo Aleksandr Dugin.

## Visão Geral
Moorcock declarou que ele concebeu este símbolo enquanto escrevia as primeiras histórias Elric de Melniboné no início dos anos 1960. Posteriormente adotado no mainstream pop-cultural, surgindo em lugares como tradições ocultistas modernas e jogos de RPGs .
Há um número de símbolos tradicionais que têm o mesmo padrão geométrico do símbolo do Caos de Moorcock, como qualquer uma das várias estrelas de oito pontas, a estrela de Ishtar/Vênus, o Dharmacakra indiano e a Roda do Ano, mas nenhuma delas eram símbolos do caos e seus membros não são flechas.
O '8' de Wands no baralho do Tarot de Thoth criado por  Aleister Crowley, apresenta proeminentemente uma estrela de oito pontas com flechas nas extremidades. Crowley descreveu a carta como representando dispersão de "energia" em "alta velocidade" que conseguiu criar a figura de oito pontas representada.
Moorcock disse sobre sua versão, 
The origin of the Chaos Symbol was me doodling sitting at the kitchen table and wondering what to tell Jim Cawthorn the arms of Chaos looked like. I drew a straightforward geographical quadrant (which often has arrows, too!) – N, S, E, W – and then added another four directions and that was that – eight arrows representing all possibilities, one arrow representing the single, certain road of Law. I have since been told that it is an "ancient symbol of Chaos" and if it is then it confirms a lot of theories about the race mind. ... As far as I know the symbol, drawn by Jim Cawthorn, first appeared on an Elric cover of Science Fantasy in 1962, then later appeared in his first comic version of Stormbringer done by Savoy ISBN 0-7045-0226-7.
 Uma representação assimétrica ainda mais caótica foi feita pelo artista grafico Walter Simonson nos quadrinhos do Multiverso de Michael Moorcock (e, portanto subsequente na graphic novel: ISBN 1-56389-516-1).

## Jogos
A primeira aparição do símbolo em um RPG comercial foi no suplemento de Dungeons & Dragons da TSR, Deities & Demigods  que incluiu os deuses, monstros e heróis dos livros de Elric de Moorcock como um dos 17 mitológicos e fictícios. "panteões existentes". O problemas de direitos autorais levaram à sua omissão de edições posteriores.[carece de fontes?]
Em Warcraft II, o cursor do mouse da facção Orc tem a forma do símbolo do caos. O símbolo também aparece em várias obras de arte, que podem ser vistas no manual do jogo e durante os briefings da missão.

## Outros usos modernos

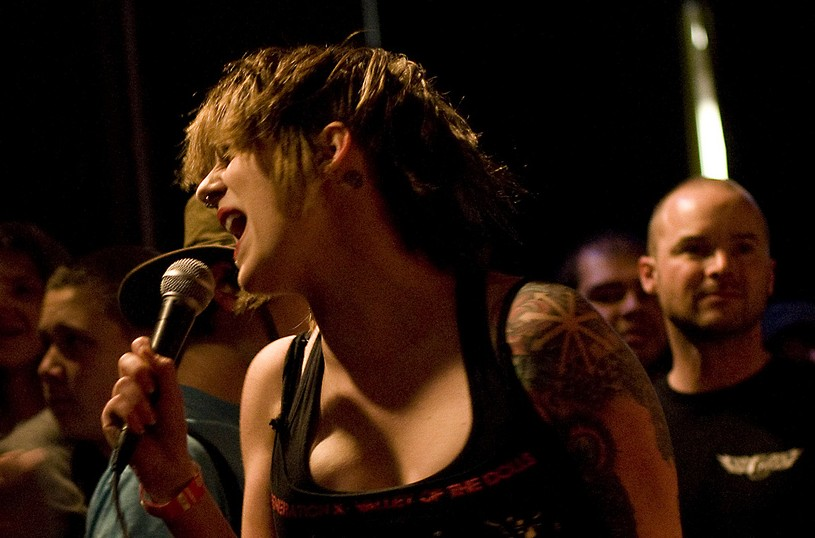
Uma tatuagem de espaço negativa no ombro esquerdo do hardcore punk Singer Little Miss of Little Miss e The No Names

### TV
- Uma variante da Chaosfera foi adotada pela União da Juventude Eurasiana  e pelo Partido da Eurasia  na Rússia.[5]
- A capa de poeira das Fundações da Geopolítica, de Aleksandr Dugin, é estampada com o símbolo.[6]
- É usado como logotipo da Organização Nacional para o Desenvolvimento de Talentos Excepcionais no Irã.[7]